# بيتر دودز ماكورميك
بيتر دودز ماكورميك (بالإنجليزية: Peter Dodds McCormick)‏ هو ملحن ومدرس أسترالي، ولد في 1834 في Port Glasgow ‏ في المملكة المتحدة، وتوفي في 30 أكتوبر 1916 في سيدني في أستراليا.

## وصلات خارجية
- بيتر دودز ماكورميك على موقع الموسوعة البريطانية (الإنجليزية)
- بيتر دودز ماكورميك على موقع ميوزك برينز (الإنجليزية)
- بيتر دودز ماكورميك على موقع ديسكوغز (الإنجليزية)